# Rosimar Amancio
Rosimar Amancio, meglio noto come Bill (São Lourenço, 2 luglio 1984), è un calciatore brasiliano, attaccante del Laguna.

## Palmarès

### Club

#### Competizioni nazionali
- Campeonato Brasileiro Série C: 1

Bragantino: 2007
- Coppa del Brasile: 1

Corinthians: 2009
- Campeonato Brasileiro Série B: 2

Coritiba: 2010
América-MG: 2017
- Thai FA Cup: 1

Chiangrai United: 2018
- Thai League Cup: 1

Chiangrai United: 2018
- Thai League 1: 1

Chiangrai United: 2019

#### Competizioni statali
- Campionato paulista: 2

Corinthians: 2009
Santos: 2012
- Campionato Paranaense: 3

Coritiba: 2010, 2011, 2013

#### Competizioni internazionali
- Recopa Sudamericana: 1

Santos: 2012

#### Competizioni regionali
- Copa do Nordeste: 1

Ceará: 2015

### Individuale
- Capocannoniere del Campeonato Brasileiro Série B: 1

2016 (15 reti)